# Ferdinando d'Asburgo (1571-1578)

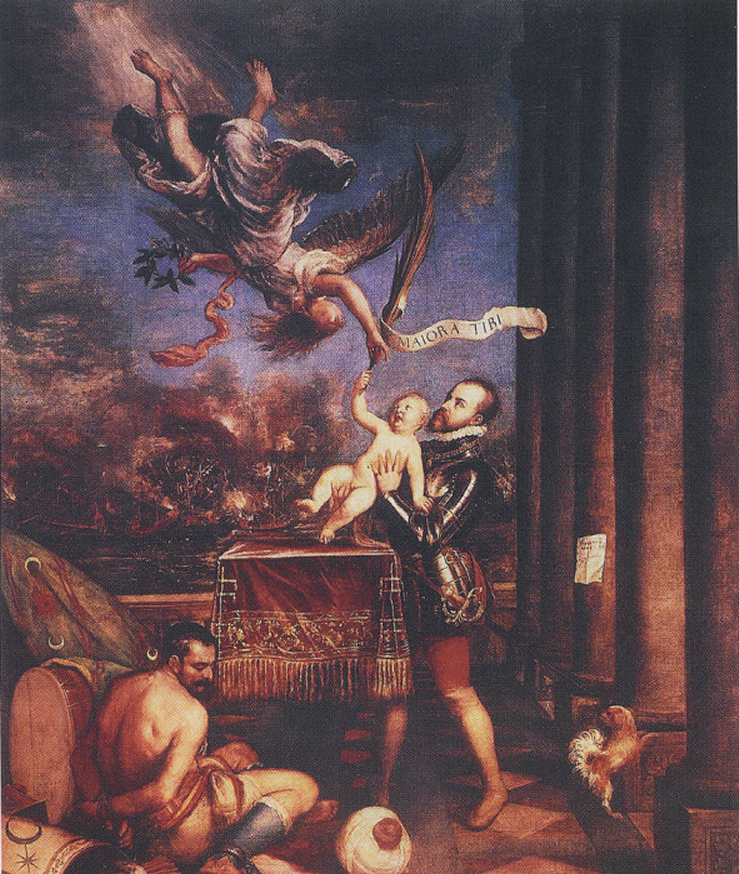
Ferdinando d'Asburgo offerto dal padre Filippo II alla Vittoria

Ferdinando d'Asburgo, principe delle Asturie (Madrid, 4 dicembre 1571 – Madrid, 18 ottobre 1578), era figlio di Filippo II di Spagna e della quarta moglie Anna d'Austria.

## La successione
Fu il secondo figlio maschio per Filippo dopo don Carlos, avuto dalla prima moglie Maria Emanuela d'Aviz. Quando Ferdinando nacque, nel 1571, il fratello maggiore, mentalmente instabile e inadatto al governo, era comunque morto già da tre anni.

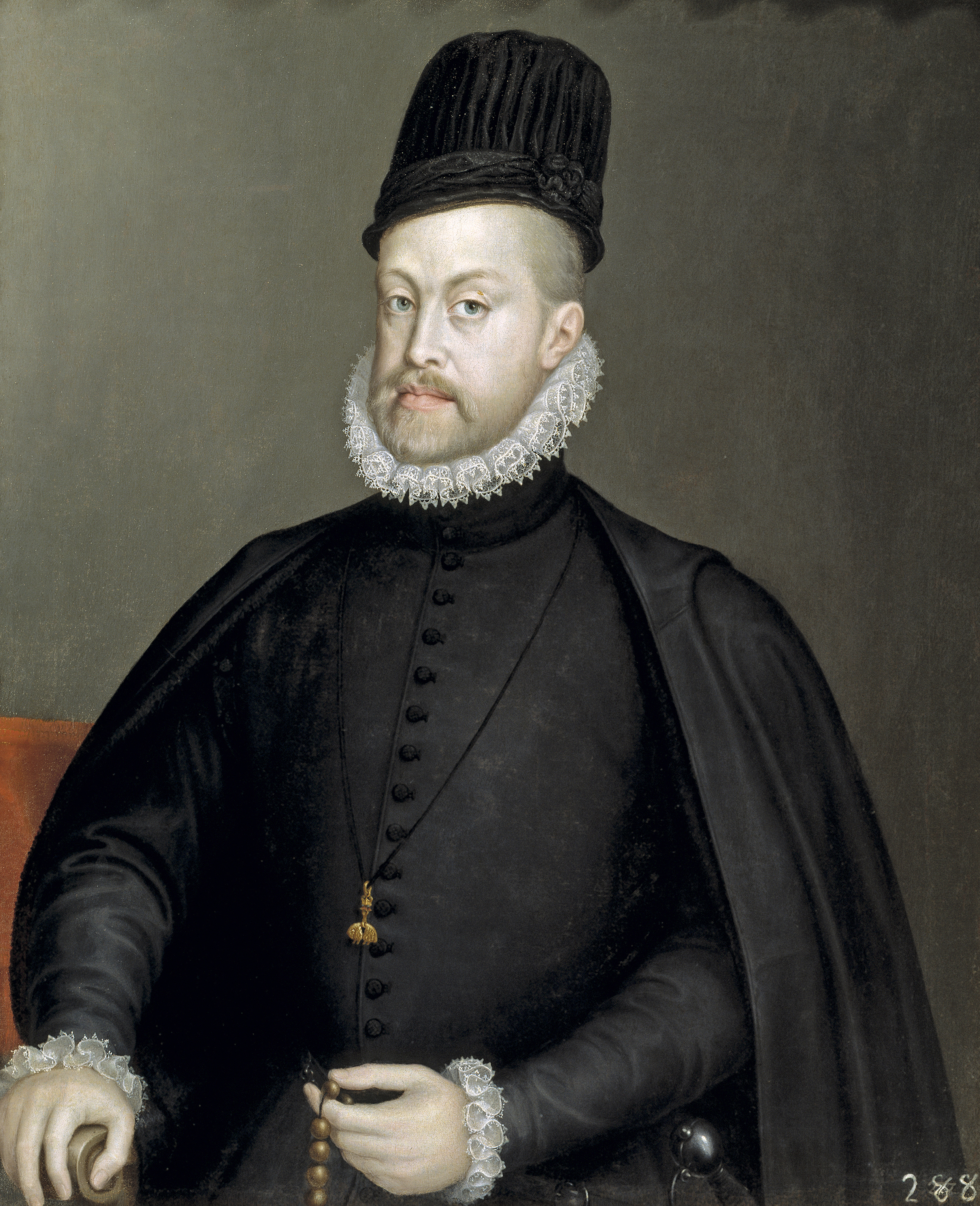
Filippo II di Spagna

Per Filippo la malattia e la morte del primogenito erano state fonti di grande preoccupazione per quanto riguardava la successione. Dopo don Carlos, infatti, non aveva avuto altri figli maschi, ma solo due femmine dalla terza moglie Elisabetta di Valois, morta poi di parto come Maria Emanuela (la seconda moglie Maria I d'Inghilterra era morta senza figli): Isabella Clara Eugenia e Caterina Michela.
Per ringraziare quindi la volontà divina per il dono ricevuto di un erede maschio furono liberati dei prigionieri; inoltre venne commissionato al Tiziano un quadro (la cosiddetta Offerta di Filippo II).

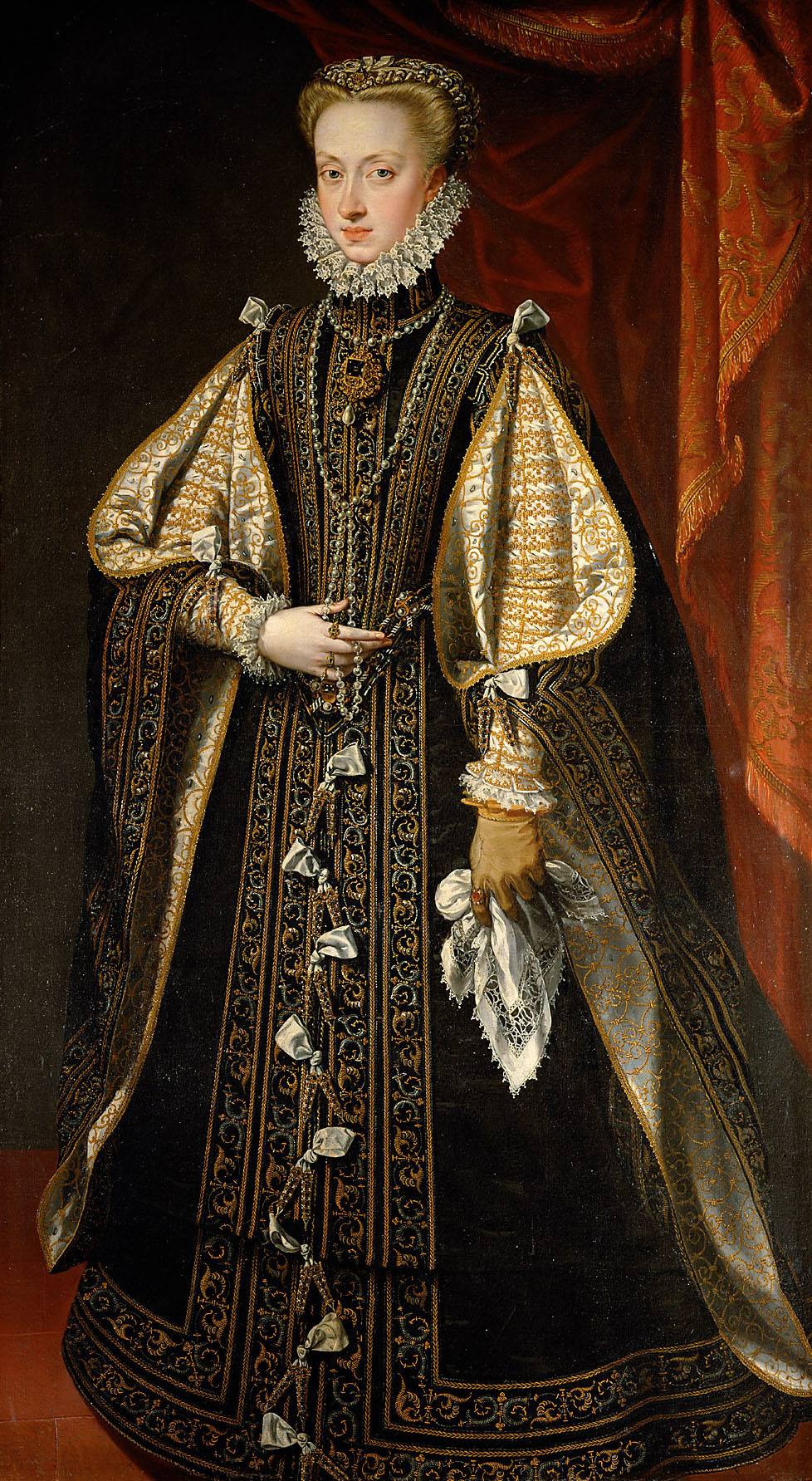
Anna d'Austria, regina di Spagna

## L'affetto paterno
Dopo Ferdinando nacquero altri tre figli: nel 1573 Carlos Lorenzo, nel 1575 Diego e nel 1578 Filippo.
Impegni di governo, ma anche consuetudini dell'epoca, facevano sì che i figli vivessero e crescessero lontano dai propri genitori. Inoltre la consapevolezza dell'altissimo tasso di mortalità infantile dell'epoca creava una sorta di indifferenza nei confronti di creature tanto fragili.
Filippo era comunque solito comprare bambole, soldatini e giocattoli ai figli; nel periodo di permanenza in Portogallo tra il 1581-82 inviava regolarmente lettere (tuttora conservate) alle figlie più grandi per informarsi sulla salute e sull'educazione dei più piccoli. Quando tornò dal Portogallo riportò inoltre canditi e marmellate.
Nel 1575, al culmine della crisi finanziaria che portò successivamente il re a dichiarare bancarotta, morì Carlo Lorenzo e, nell'apprendere la notizia, la regina diede alla luce prematuramente il suo terzo figlio, Diego.

## La malattia
Nell'estate del 1575, mentre si trovava nella villa di Galapagar, Ferdinando si ammalò gravemente di dissenteria. I medici non si trovarono d'accordo sulle cure migliori da somministrare e il re, che si trovava a Madrid e si teneva costantemente aggiornato sulle sue condizioni, consigliò di far mangiare al figlio delle tortillas.
Lentamente si riebbe, ma poi si riammalò tre anni dopo e morì prima di compiere sette anni.
Il titolo di principe delle Asturie passò quindi al fratello minore Diego, che però qualche anno dopo morì di vaiolo. Dopo la morte di Ferdinando, i genitori ebbero una bambina, Maria, che morì a tre anni.
Riuscì alla fine a superare l'infanzia e a succedere al padre il fratello più piccolo di Ferdinando, col nome di Filippo III di Spagna.

## Ascendenza
|                           |                        |                          | Genitori                 |  |  | Nonni |  |  | Bisnonni               |  |  | Trisnonni                |  |
|                           |                        |                          |                          |  |  |       |  |  | Filippo I di Castiglia |  |  | Massimiliano I d'Asburgo |  |
|                           |                        |                          |                          |  |  |       |  |  | Filippo I di Castiglia |  |  | Massimiliano I d'Asburgo |  |
|                           |                        | Maria di Borgogna        |                          |  |  |       |  |  | Filippo I di Castiglia |  |  |                          |  |
| Carlo V d'Asburgo         |                        |                          |                          |  |  |       |  |  | Filippo I di Castiglia |  |  |                          |  |
|                           |                        | Giovanna di Castiglia    | Ferdinando II d'Aragona  |  |  |       |  |  |                        |  |  |                          |  |
|                           |                        | Giovanna di Castiglia    | Ferdinando II d'Aragona  |  |  |       |  |  |                        |  |  |                          |  |
|                           |                        | Giovanna di Castiglia    | Isabella di Castiglia    |  |  |       |  |  |                        |  |  |                          |  |
| Filippo II di Spagna      |                        | Giovanna di Castiglia    |                          |  |  |       |  |  |                        |  |  |                          |  |
|                           |                        | Manuele I del Portogallo | Ferdinando d'Aviz        |  |  |       |  |  |                        |  |  |                          |  |
|                           |                        | Manuele I del Portogallo | Ferdinando d'Aviz        |  |  |       |  |  |                        |  |  |                          |  |
|                           |                        | Manuele I del Portogallo | Beatrice d'Aviz          |  |  |       |  |  |                        |  |  |                          |  |
| Isabella del Portogallo   |                        | Manuele I del Portogallo |                          |  |  |       |  |  |                        |  |  |                          |  |
|                           |                        | Maria di Trastamara      | Ferdinando II d'Aragona  |  |  |       |  |  |                        |  |  |                          |  |
|                           |                        | Maria di Trastamara      | Ferdinando II d'Aragona  |  |  |       |  |  |                        |  |  |                          |  |
|                           |                        | Maria di Trastamara      | Isabella di Castiglia    |  |  |       |  |  |                        |  |  |                          |  |
| Ferdinando di Asburgo     |                        | Maria di Trastamara      |                          |  |  |       |  |  |                        |  |  |                          |  |
|                           | Ferdinando I d'Asburgo | Filippo I di Castiglia   |                          |  |  |       |  |  |                        |  |  |                          |  |
|                           | Ferdinando I d'Asburgo | Filippo I di Castiglia   |                          |  |  |       |  |  |                        |  |  |                          |  |
|                           | Ferdinando I d'Asburgo | Giovanna di Castiglia    |                          |  |  |       |  |  |                        |  |  |                          |  |
| Massimiliano II d'Asburgo | Ferdinando I d'Asburgo |                          |                          |  |  |       |  |  |                        |  |  |                          |  |
|                           |                        | Anna Jagellone           | Ladislao II di Boemia    |  |  |       |  |  |                        |  |  |                          |  |
|                           |                        | Anna Jagellone           | Ladislao II di Boemia    |  |  |       |  |  |                        |  |  |                          |  |
|                           |                        | Anna Jagellone           | Anna di Foix-Candale     |  |  |       |  |  |                        |  |  |                          |  |
| Anna d'Austria            |                        | Anna Jagellone           |                          |  |  |       |  |  |                        |  |  |                          |  |
|                           |                        | Carlo V d'Asburgo        | Filippo I di Castiglia   |  |  |       |  |  |                        |  |  |                          |  |
|                           |                        | Carlo V d'Asburgo        | Filippo I di Castiglia   |  |  |       |  |  |                        |  |  |                          |  |
|                           |                        | Carlo V d'Asburgo        | Giovanna di Castiglia    |  |  |       |  |  |                        |  |  |                          |  |
| Maria di Spagna           |                        | Carlo V d'Asburgo        |                          |  |  |       |  |  |                        |  |  |                          |  |
|                           |                        | Isabella del Portogallo  | Manuele I del Portogallo |  |  |       |  |  |                        |  |  |                          |  |
|                           |                        | Isabella del Portogallo  | Manuele I del Portogallo |  |  |       |  |  |                        |  |  |                          |  |
|                           |                        | Isabella del Portogallo  | Maria di Trastamara      |  |  |       |  |  |                        |  |  |                          |  |
|                           |                        | Isabella del Portogallo  |                          |  |  |       |  |  |                        |  |  |                          |  |